# 威斯納鎮區 (內布拉斯加州卡明縣)
威斯納鎮區（英語：Wisner Township）是位於美國內布拉斯加州卡明縣的一個行政鎮區。

## 地方資料
威斯納鎮區的面積為90.25平方千米，當中陸地面積為88.76平方千米，而水域面積為1.49平方千米。根據2020年美國人口普查的數據，當地共有人口138人，而人口密度為每平方千米1.53人。